# Personbevis
Personbevis är ett dokument i Sverige som visar vilka uppgifter som finns registrerade om en person i folkbokföringsdatabasen hos Skatteverket. Ett personbevis är dock inte någon identitetshandling. Det finns personbevis för olika ändamål, till exempel studier, anställning, bankärenden, bosättning mm. Alla personbevis innehåller uppgift om namn, personnummer och adress. Därutöver innehåller de olika typerna av personbevis ytterligare upplysningar som behövs för det aktuella ändamålet.